# Libertas Brianza
La Libertas Brianza è una società pallavolistica maschile italiana con sede a Cantù: milita nel campionato di Serie A2.

## Storia
La Libertas Brianza viene fondata nel 1982 da un gruppo di giovani: pochi anni dopo la fondazione la squadra raggiunge la Serie C2 dove resta per circa dieci stagioni, prima di approdare, grazie all'acquisto del titolo sportivo, alla Serie C1 nella stagione 1994-95; al termine del campionato ottiene la promozione in Serie B2, dove resta una sola annata vista la promozione in Serie B1. L'avventura nella terza categoria nel campionato italiano per due stagioni, per poi retrocedere in Serie B2 al termine di quella 1997-98: tuttavia una nuova promozione porta il club nuovamente in Serie B1.
In Serie B1 la Libertas Brianza resta per dodici annate consecutive, fino al termine della stagione 2010-11 quando, vincendo il campionato, viene promossa in Serie A2, obiettivo già sfiorato in diverse occasioni con la partecipazione ai play-off promozione: nella stagione 2011-12 fa il suo esordio nella pallavolo professionistica con la partecipazione al campionato cadetto, anche se, l'ultimo posto in classifica la condanna al ritorno in Serie B1.
Nel campionato 2012-13 la società vince nuovamente il proprio girone in Serie B1 e ritorna nella stagione 2013-14 a giocare in Serie A2, sfiorando la promozione in Serie A1, raggiungendo la finale dei play-off promozione, sconfitta poi dal Volley Milano.

## Rosa 2024-2025
| N° | Nome                 | Ruolo | Data di nascita | Nazionalità sportiva |
| -- | -------------------- | ----- | --------------- | -------------------- |
| 1  | Francesco Cottarelli | P     | 16 ottobre 1996 | Italia               |
| 2  | Leonardo Caletti     | L     | 9 marzo 2000    | Italia               |
| 4  | Luca Butti           | L     | 8 dicembre 1991 | Italia               |
| 5  | Nicola Tiozzo        | S     | 26 maggio 1993  | Italia               |
| 6  | Elio Cormio          | S     | 15 giugno 1998  | Italia               |
| 7  | Luca Martinelli      | P     | 2 marzo 1998    | Italia               |
| 9  | Marco Bragatto       | C     | 30 ottobre 1997 | Italia               |
| 10 | Francesco Quagliozzi | O     | 23 marzo 2003   | Italia               |
| 11 | Andrea Galliani      | S     | 6 gennaio 1988  | Italia               |
| 12 | Nicola Candeli       | C     | 14 luglio 1993  | Italia               |
| 13 | Manuel Marzorati     | C     | 18 luglio 2001  | Italia               |
| 15 | Marco Novello        | O     | 10 ottobre 2002 | Italia               |
| 16 | Andrea Bacco         | S     | 4 marzo 2003    | Italia               |